# Ratoath
Ratoath is een plaats in het Ierse graafschap County Meath. De plaats telt 7.249 inwoners.